# Jouy-sur-Morin
Jouy-sur-Morin – miejscowość i gmina we Francji, w regionie Île-de-France, w departamencie Sekwana i Marna.
Według danych na rok 1990 gminę zamieszkiwało 1806 osób, a gęstość zaludnienia wynosiła 98 osób/km² (wśród 1287 gmin regionu Île-de-France Jouy-sur-Morin plasuje się na 503. miejscu pod względem liczby ludności, natomiast pod względem powierzchni na miejscu 101.).